# هند البحرينية
هند البحرينية (5 مايو 1979 -)، مغنية بحرينية لقبت ب«فراشة الخليج» و«بيونسيه العرب».

## حياتها ومشوارها الفني
ولدت في مدينة عيسى لعائلة مكونه من ذكرين وثلاث إناث. عمل والدها في وزارة العمل والشؤوون الاجتماعية آنذاك بينما كانت والدتها ربة منزل، اتمت المرحلة الثانوية عام 1997 وإلتحقت بالجامعة لتكمل دراساتها العليا في تخصص إدراة الأعمال ولكنها سرعان ما إنسحبت وتعاقدت مع شركة فنون الإمارات لإصدار ألبومها الأول (هند 2000) بعد أن إكتشفها الملحن الكويتي أنور عبد الله والملحن عارف الزياني الذي أطلق عليها إسـم (هنـد) بدلاً من سهير اسمها الحقيقي.
تعاونت في ألبومها الأول مع نخبة من الشعراء والملحنين كان أبرزهـم عارف الزياني– نزار عبد الله ومكتشفها أنور عبد الله وغيرهم توالت أعمالها بعد ذلك بعد طلاقها وغيابها عادت للتعاقد مع شـركة روتانا للصـوتيات والمرئيات إثر سوء تفاهـم نشب بينها وبين شركتها المنتجة السابقة مما أتاح فـرصة أكبر للانتشار عربياً، تولى إدارة أعمالها الملحن الكويتي عبدالله العقود.

### حياتها الشخصية
تزوجت للمرة الأولى من البحريني«فهد أحمد» عام 2002 وانجبت منه إبنها «عبد الله» لكنهما إنفصلا عام 2004، وتزوجت في ديسمبر 2012 من اللبناني «جورج نمر» مدير الإنتاج في قناة الوطن الكويتية وتطلقا بعد ذلك، وفي مارس 2020 أعلنت عن اصابتها بفيروس كورونا.، تزوجت من لاعب كرة السلة اللبناني «كريم عز الدين» وأعلنت عن ذلك في يونيو 2021.

## ألبومات
| الألبوم    | العام | المنتج        |
| ---------- | ----- | ------------- |
| هند 2024   | 2024  | روتانا        |
| هند 2012   | 2012  | روتانا        |
| هند 2008   | 2008  | روتانا        |
| الغروب     | 2005  | الخيول        |
| قاسي       | 2003  | فنون الإمارات |
| ربيع القلب | 2000  | فنون الإمارات |

### فيديو كليب
| الأغنية                  | المخرج                     | المنتج          |
| ------------------------ | -------------------------- | --------------- |
| موت ويعني                | حسن موسى                   | إنتاجها الخاص   |
| برا                      | جاد شويري                  | وتري            |
| لهجات العرب              | رامي نبهة، إشراف جاد شويري | إنتاجها الخاص   |
| الليلة غير               | ياسر الياسري               | رآمز            |
| قامت شياطيني             | رامي نبهة، إشراف جاد شويري | إنتاجها الخاص   |
| جيبو حبيبي               | رندة علم                   | روتانا          |
| موعد العمر               | فادي حداد                  | روتانا          |
| عمري الباقي              | صفوان مصطفى نعمو           | روتانا          |
| أنا وأنت والشوق          | محمد جمعة                  | روتانا          |
| هامتي                    | ميرنا خياط                 | روتانا          |
| تسافر ديو مع سعيد السالم | جورج لابا                  | العبدول         |
| خلاص                     | وليد ناصيف                 | روتانا          |
| قاسي                     | حسام الدين العاتكي         | فنون الإمارات   |
| ماني على كيفك            | محمد القفاص                | تلفزيون البحرين |
| ربيع القلب               | عبد الله البراك            | فنون الإمارات   |

### أغاني منفردة
- 2023: انتهت وياك
- 2020: اكابر
- 2020: ما فيني شي
- 2020: هدية
- 2019: موت ويعني
- 2018: الله أعلم
- 2017: تبلد
- 2017: لهجات العرب
- 2016: استاهلك
- 2015: احلى شعور
- 2015: قامت شياطيني
- 2014: من الآخر
- 2013: جذاب
- 2013: موجوع قلبي
- 2013: ظروف الوقت
- 2012: سما ثانية، تتر مسلسل
- 2010: يمة وردة
- 2010: عنيدة
- 2010: طقت في راسي
- 2007: دار بوسلمان
- 2007: عمري الباقي

## أغاني مسلسلات
- 1999: سرور بمشاركة أحمد الهرمي.
- 2008: ظل الياسمين.
- 2010: أميمة في دار الأيتام (بدلًا عن رباب).[7]
- 2012: سما ثانية.
- 2019: عذراء.